# AHA 1940/41
Die Saison 1940/41 war die 15. reguläre Saison der American Hockey Association (AHA). Meister wurden die St. Louis Flyers.

## Teamänderungen
Folgende Änderungen wurden vor Beginn der Saison vorgenommen:
- Die Wichita Skyhawks stellten den Spielbetrieb ein.
- Die Kansas City Greyhounds änderten ihren Namen in Kansas City Americans.

## Modus
In der Regulären Saison absolvierten die sechs Mannschaften jeweils 48 Spiele. Die vier bestplatzierten Mannschaften qualifizierten sich für die Playoffs. Diese wurden im Best-of-Five-Modus ausgetragen. Für einen Sieg erhielt jede Mannschaft zwei Punkte, bei einem Unentschieden einen Punkt und bei einer Niederlage null Punkte.

## Reguläre Saison

### Tabelle
Abkürzungen: GP = Spiele, W = Siege, L = Niederlagen, T = Unentschieden, GF = Erzielte Tore, GA = Gegentore, Pts = Punkte
|                       | GP | W  | L  | T | GF  | GA  | Pts |
| --------------------- | -- | -- | -- | - | --- | --- | --- |
| St. Louis Flyers      | 48 | 31 | 17 | 0 | 139 | 99  | 62  |
| Minneapolis Millers   | 48 | 25 | 23 | 0 | 136 | 106 | 50  |
| Kansas City Americans | 48 | 25 | 23 | 0 | 150 | 152 | 50  |
| St. Paul Saints       | 48 | 25 | 23 | 0 | 113 | 116 | 50  |
| Omaha Knights         | 48 | 24 | 24 | 0 | 138 | 130 | 48  |
| Tulsa Oilers          | 48 | 14 | 34 | 0 | 121 | 194 | 28  |

## Playoffs
|  | Halbfinale | Halbfinale            | Halbfinale |  |  | Finale | Finale                | Finale |
|  |            |                       |            |  |  |        |                       |        |
|  |            |                       |            |  |  |        |                       |        |
|  | 1          | St. Louis Flyers      | 3          |  |  |        |                       |        |
|  | 4          | St. Paul Saints       | 1          |  |  |        |                       |        |
|  |            |                       |            |  |  | 1      | St. Louis Flyers      | 3      |
|  |            |                       |            |  |  | 3      | Kansas City Americans | 2      |
|  | 2          | Minneapolis Millers   | 0          |  |  |        |                       |        |
|  | 3          | Kansas City Americans | 3          |  |  |        |                       |        |
|  |            |                       |            |  |  |        |                       |        |